# Maximilian von Sandt
Maximilian von Sandt (né à Bonn 23 décembre 1861, et décédé le 29 janvier 1918), juriste de formation (Université de Bonn et Strasbourg), occupa, avant la Première Guerre mondiale, le poste de président du district d'Aix-la-Chapelle (1907-1914). En 1914, il fut placé à la tête de l’administration civile (Zivilverwaltung) de la Belgique (25 août 1914-juillet 1917). Après son départ de Bruxelles en 1917, il remplit les mêmes fonctions à Varsovie (1918).

## Biographie
Sandt est un fils de l'administrateur de l'arrondissement de Bonn (de) Karl von Sandt (de) (1826-1890). Il s'est inscrit en droit à l'Université Empereur-Guillaume de Strasbourg. En 1880, comme Max von Oppenheim et Richard Remy (de), il est récipiendaire du Corps Palatia de Strasbourg (de). Dans le même temps, il sert comme volontaire d'un an avec le 15e régiment d'uhlans. Il déménage à l'Université rhénane Frédéric-Guillaume de Bonn et est également actif dans le Corps Palatia Bonn. En 1882, il réussit l'examen de stagiaire. Il est déployé en tant que stagiaire gouvernemental à Düsseldorf et à Mersebourg. En 1887, il vient à Francfort-sur-l'Oder en tant qu'évaluateur du gouvernement. En 1888, il succède à son père comme administrateur de l'arrondissement de Bonn, d'abord provisoirement, puis définitivement. Sandt est député du parlement provincial de Rhénanie et membre adjoint du Comité provincial. En octobre 1905, il est nommé conseiller secret et conférencier au ministère prussien de l'Intérieur. En avril 1907, il devient président du district d'Aix-la-Chapelle. En 1914, après la conquête d'une grande partie de la Belgique lors de la Première Guerre mondiale, il devient chef de l'administration civile du gouvernement général de Belgique.